# Don't Take the Money
"Don't Take the Money" é uma canção gravada pela banda estadunidense de indie pop Bleachers de seu segundo álbum de estúdio, Gone Now (2017). O cantor Jack Antonoff co-escreveu a canção com a cantora neozelandesa Lorde, e a co-produziu com Greg Kurstin e Vince Clarke. Ela foi lançada em 30 de março de 2017 pela RCA Records e é o primeiro single do álbum. "Don't Take the Money" é uma canção de pop e synth-pop com influências de música dos anos 80. De acordo com Antonoff, o título da canção é uma frase que usa frequentemente em um contexto motivacional sobre conhecer um amante futuro.

## Créditos
Créditos adaptados das notas de Gone Now.
- Jack Antonoff – vocais, composição, produção
- Ella Yelich-O'Connor – vocais de fundo, composição
- Greg Kurstin – produção, engenharia
- Vince Clarke – produção
- Julian Burg – engenharia adicional
- Alex Pasco – engenharia adicional
- Serban Ghenea – mistura

## Alinhamento de faixas
| Download digital |                        |         |  |
| N.º              | Título                 | Duração |  |
| 1.               | "Don't Take the Money" | 3:35    |  |

| Disco de vinil de 12 polegadas |                                                                |         |  |
| N.º                            | Título                                                         | Duração |  |
| 1.                             | "Don't Take the Money"                                         | 3:35    |  |
| 2.                             | "Don't Take the Money" (Live Piano Version From Jack's Studio) |         |  |

## Desempenho nas tabelas musicais
| Tabela (2017)                                           | Melhor posição |
| ------------------------------------------------------- | -------------- |
| Canadá (Billboard Rock)                                 | 47             |
| Estados Unidos (Billboard Adult Alternative Songs)      | 19             |
| Estados Unidos (Billboard Adult Top 40)                 | 22             |
| Estados Unidos (Billboard Alternative Airplay)          | 3              |
| Estados Unidos (Billboard Hot Rock & Alternative Songs) | 12             |
| Estados Unidos (Billboard Rock Airplay)                 | 15             |

| Tabela (2017)                                | Posição |
| -------------------------------------------- | ------- |
| Estados Unidos (Billboard Alternative Songs) | 16      |
| Estados Unidos (Billboard Hot Rock Songs)    | 40      |
| Estados Unidos (Billboard Rock Airplay)      | 27      |

## Certificações
| Região                | Cerficação | Vendas/unidades certificadas |
| --------------------- | ---------- | ---------------------------- |
| Estados Unidos (RIAA) | Ouro       | 500.000                      |

1. ↑  Números de vendas+streaming baseados apenas na certificação.